# نهنگ عنبر ریزقد
نهنگ عنبر ریزقد گونه‌ای آب‌باز عضو تیره کوچک‌عنبریان است. آن‌ها اغلب در دریاها دیده نمی‌شوند و بیشتر اطلاعات به دست آمده از آن‌ها از روی نمونه‌های به ساحل افتاده بوده است.

## توصیف ظاهری

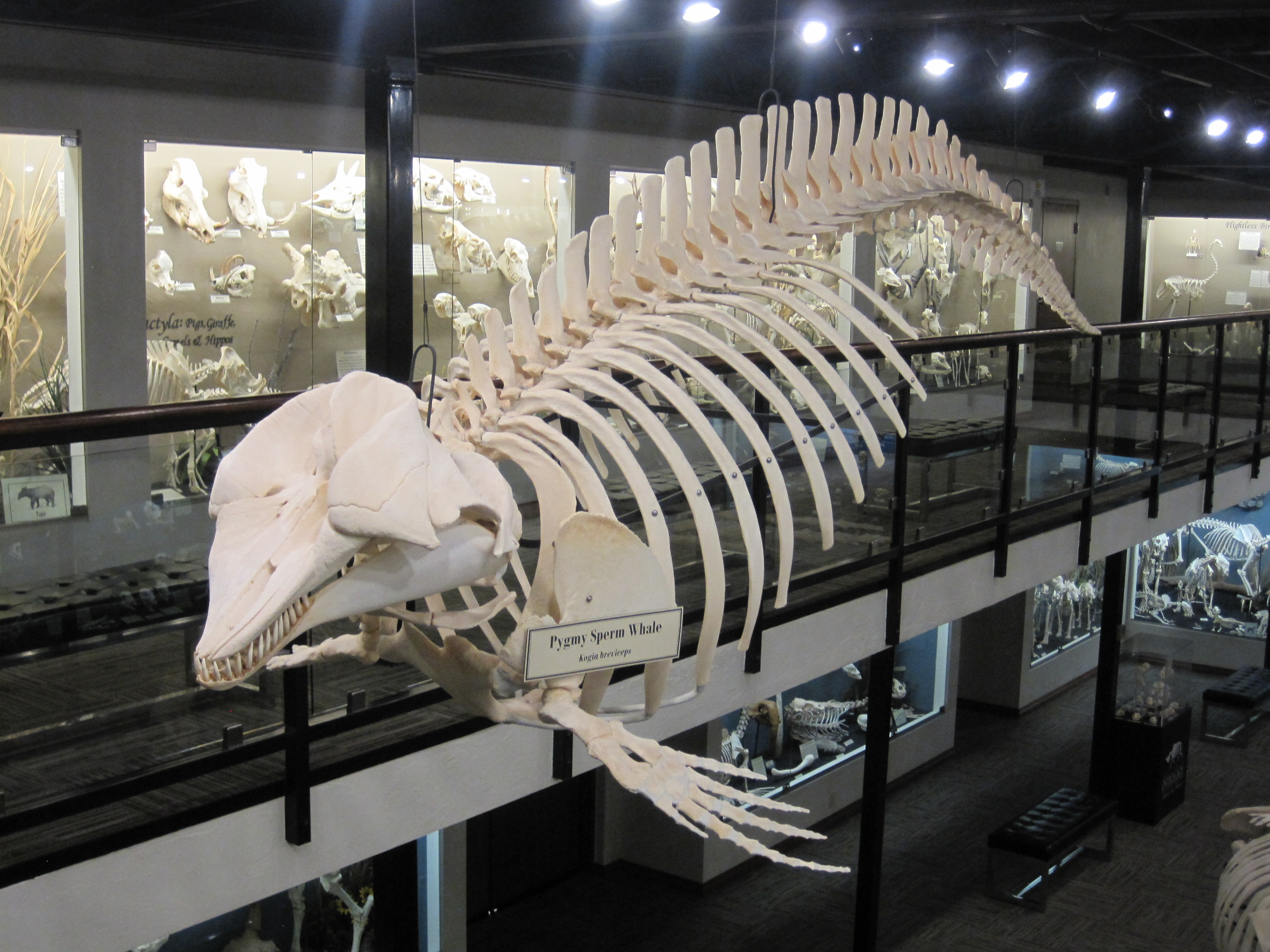
اسکلت نهنگ عنبر ریزقد در نمایشگاهی در موزه استخوان‌شناسی، اکلاهما سیتی

همانند نهنگ عنبر، نهنگ عنبر ریزقد دارای بخشی عنبرساز در پیشانی خود است. این نهنگ همچنین دارای کیسه‌ای حاوی مایعی سیاه‌رنگ در روده خود است که به هنگام احساس خطر و به منظور رد گم کردن و ترساندن مهاجمان، محتویات آن را آزاد می‌کند.
نهنگ عنبر ریزقد بزرگ‌جثه‌تر از بیشتر دلفینها نیست. آن‌ها در هنگام تولد طولی برابر ۱٫۲ متر دارند که در هنگام بلوغ به ۳٫۵ متر افزایش پیدا می‌کند. نهنگ‌های بالغ وزنی بالغ بر ۴۰۰ کیلوگرم دارند. بخش زیرین بدن رنگ شیری و گاه صورتی دارد و پشت و پهلوها به رنگ خاکستری متمایل به آبی هستند. سر کوسه‌مانند آن‌ها نسبت به بدن اندازه بزرگی دارد که نزدیک به ۱۵٪ طول بدن می‌شود. طول باله پشتی این جانور بسیار کوتاه است و به نسبت نهنگ عنبر کوتوله طول بسیار کوتاه‌تری دارد و می‌توان از روی آن این دو گونه را از هم بازشناخت. نهنگ عنبر ریزقد دارای ۲۰ تا ۳۲ دندان در آرواره خود است که همگی در فک پایینی قرار گرفته‌اند. به دلیل جهشی در ژن مورد نیاز برای ساخت مینای دندان، دندان‌های این نهنگ فاقد مینا است.

## گستره و جمعیت
نهنگان عنبر ریزقد در آب‌های معتدل اقیانوس‌های اطلس، هند، آرام یافت می‌شوند. با این حال آن‌ها اغلب در دریاها دیده نمی‌شوند و بیشتر اطلاعات به دست آمده از آن‌ها از روی نمونه‌های به ساحل افتاده بوده است؛ چنین چیزی به دست آوردن تخمینی از جمعیت جهانی آن‌ها را نیز ناممکن کرده است.
این آبزیان آب‌های عمیق و دور از کرانه را ترجیح می‌دهند. آن‌ها همچنین از جانوران بومی ایران نیز به‌شمار می‌آیند.